# 関西テレビソフトウェア
関西テレビソフトウェア株式会社（かんさいてれびソフトウェア、英: KTV Softwares Inc.）は、大阪府大阪市に本社を置き、業務システム開発、WEB制作、字幕制作などを手掛ける日本の企業。関西テレビ放送の関連会社。

## 事業

### 製品紹介
- ペーパーレス会議システム「KAMNA」（カンナ）
PC、タブレット端末を利用したペーパーレス会議システム。資料を印刷することなく会議ができる。
- 来館管理システム
スマートな入退館管理により日々多数の来客に対応する受付業務を効率化。来客と受付担当者のストレスを軽減する。
- ＮＥＴ－Ｑ比較アプリ「くらべモンＸ」
多岐に渡るマスター監視項目の中で、放送局間制御信号による制御内容確認を自動化する。
- PC･タブレット上でクロスポイントを切替「ルータースイッチャーＡＰ」
グラスバレー(GV)製のルーター、およびマルチビューアーを専用プロトコルから操作するサードパーティー製のアプリケーション。
- プロダクション管理システム「SIPS55」
番組制作の「運行予定管理」、「業務日誌管理」、協力会社の「委託管理」に関する情報を連携させ、一貫して処理を行うことのできるシステム。
- 考査状況管理システム
放送局において、日々発生する番組考査やCM考査、業態考査などの業務をワークフロー管理するシステム。
- 録画管理システム「feesion」（フィージョン）
録画した映像を3ヶ月間サーバーに保存。幅広い機能で見たいシーンをすばやくプレビューできるシステム。

### ソリューション
- システム開発
- 展示コンテンツ制作
- 基盤技術サービス

### 字幕制作
- 収録番組の字幕放送制作
- 生放送番組へのリアルタイム字幕放送対応